# Івіни (Болеславецький повіт)
Івіни (пол. Iwiny, нім. Mittlau) — село в Польщі, у гміні Варта-Болеславецька Болеславецького повіту Нижньосілезького воєводства.
Населення — 1286 осіб (2011).
У 1975-1998 роках село належало до Легницького воєводства.

## Демографія
Демографічна структура станом на 31 березня 2011 року:
|          | Загалом | Допрацездатний вік | Працездатний вік | Постпрацездатний вік |
| -------- | ------- | ------------------ | ---------------- | -------------------- |
| Чоловіки | 640     | 136                | 456              | 48                   |
| Жінки    | 646     | 117                | 377              | 152                  |
| Разом    | 1286    | 253                | 833              | 200                  |